# Karambola obecná
Karambola obecná Averrhoa carambola L., tzv. „malajská hvězda“, z čeledi šťavelovité (někdy též uváděno z čeledi Averrhoaceae) je tropický stálezelený strom původem z jihovýchodní Asie, který se pěstuje pro šťavnaté, kyselé ovoce nazývané jako karambolky. Obsažené šťavelany mohou u některých lidí vyvolávat záchvaty, poruchy mozku, a ve výjimečných případech končí smrtí.

## Původ a rozšíření
Karambola obecná pochází z jihovýchodní Asie. Jmenovitě z Malajsie, Číny a Indie. Nejvíce se pěstuje hlavně na Antilách, Havaji, v Indii a v Malajsii.

## Využití
Pěstuje se jako ovocný strom, protože rodí žluté ovoce, vypadající jako hvězdy. Odtud její anglický název Star Fruit. Ovoce se konzumuje buď čerstvé, nebo se zpracovává na džusy a džemy. Z karambolek se vyrábí též víno.

## Botanický popis
Je to nízký strom do 12 m výšky s listy střídavými, lichozpeřenými, s lístky vstřícnými, vejčitými, při rašení červenými, později žlutozelenými nebo tmavě zelenými. Malé, světle červené, vonné květy se tvoří během celého roku přímo na kmeni (tzv. kauliflorie) a jsou oboupohlavné. Plod je 5–7 (až 12) cm dlouhá, protáhlá, voskově žlutá bobule s pěti výraznými žebry. Semena jsou hnědá a oválná.

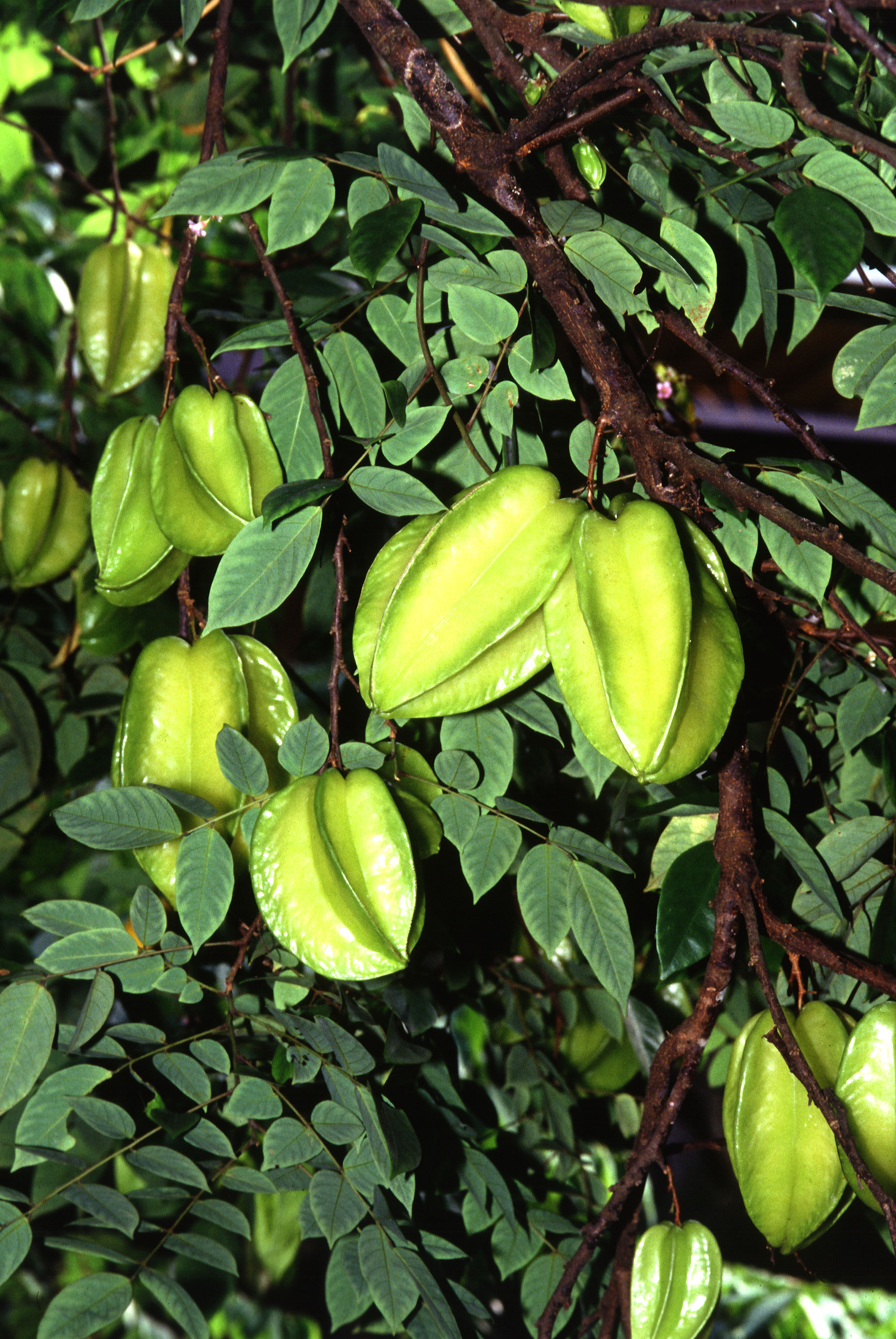
Plody na stromě

## Plod
Šťavnatá dužnina je sladkokyselá až kyselá, obsahuje značné množství vitaminu C a šťavelanů. Při výzkumech na pokusných myších bylo zjištěno, že právě tyto šťavelany mohou způsobovat mozkové příhody a záchvaty, vedoucí v extrémních případech až ke smrti. Tato vlastnost je nazývaná jako šťavelová toxicita nebo karambolová neurotoxicita. Plody snášejí dobře přepravu. Při skladování může docházet k hnědnutí, hlavně když je narušen povrch plodů. Toto hnědnutí způsobují obsažené taniny. Pokud se  karambolky  skladují například nařezané na plátky, může se tomuto hnědnutí předejít skladováním ve vakuu.

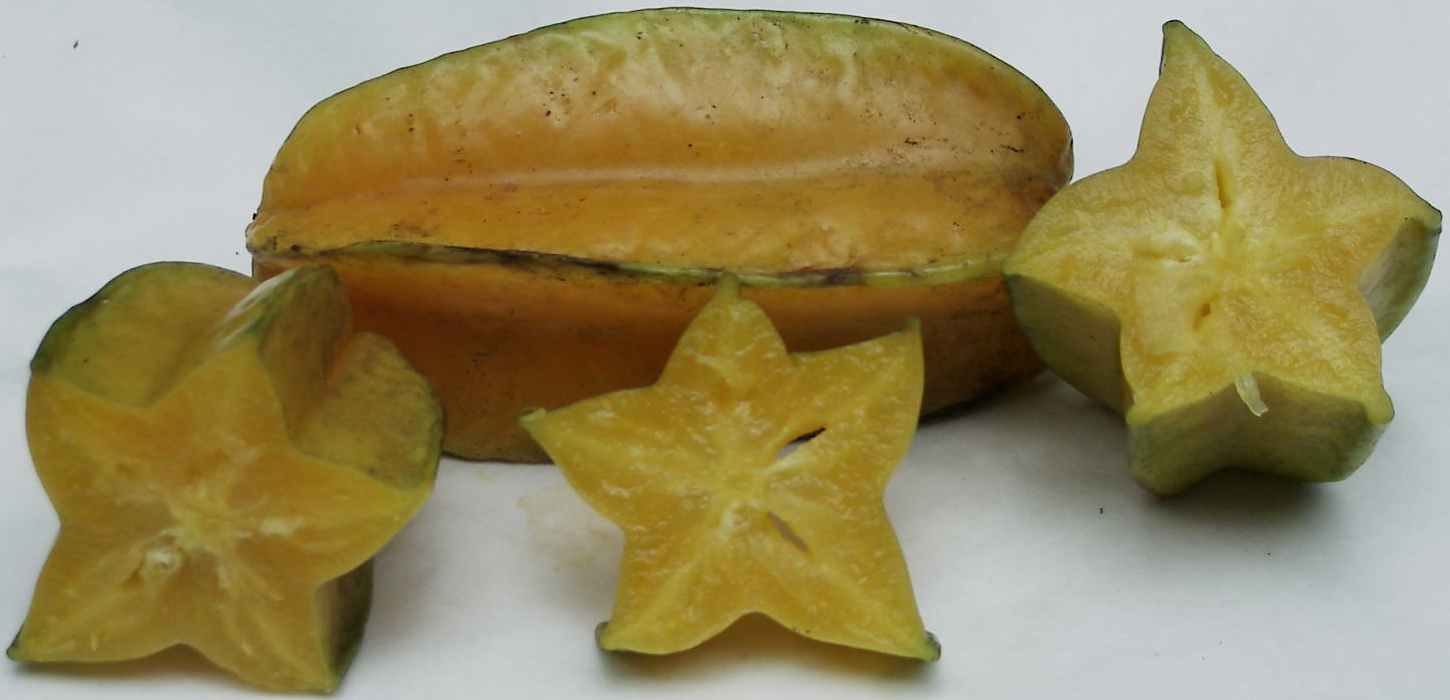
Plody

## Ekologické nároky
Roste v teplých nížinách do 600 m nad mořem. Optimální průměrná roční teplota je 26–28 °C. Je rozšířena v tropech. Vyžaduje propustné půdy.

## Rozmnožování
Rozmnožování může být buď generativní (semeny) nebo vegetativní (vzdušným hřížením, očkováním). Pro  karamboly  byla též vyvinuta metoda rychlé mikropropagace in vitro, která dosahuje úspěšností až 90 %. Tato metoda se ale nevyužívá v praxi. Roubuje se na semenáče vlastního druhu.

## Životní cyklus
Semenáče plodí od 4.–5. roku. Štěpované rostliny pak o rok dříve. Kvetou vícekrát za rok. Plody dozrávají za 4 až 5 měsíců po odkvětu. Z jednoho květenství (laty) bývají 2–3 plody. Přezrálé plody padají na zem a kazí se, proto se sklízí v plné zralosti. Jeden strom může dát 25–50 kg karambolek/rok.

## Příbuzné rody a druhy
Do stejné čeledě šťavelovitých patří též rod Oxalis a Connaropsis. Příbuzným druhem je Averrhoa bilimbi.